# Епархия Элуру
Епархия Элуру (лат. Dioecesis Eluruensis) — епархия Римско-Католической церкви c центром в городе Элуру, Индия. Епархия Элуру входит в митрополию Вишакхапатнама.

## История
9 декабря 1976 года Римский папа Павел VI выпустил буллу Haud dubitantes, которой учредил епархию Элуру, выделив её из епархии Виджаявады. В этот же день епархия Эрулу вошла в митрополию Хайдарабада.
16 октября 2001 года епархия Элуру вошла в митрополию Вишакхапатнама.

## Ординарии епархии
- епископ Иоанн Мулагада (9.12.1976 — 16.08.2009)
- Jaya Rao Polimera (назначен 13.06.2013[2])